# Branco Zanol
Edelmar Zanol, mais conhecido como Branco (Cáceres, 1 de janeiro de 1975), é um judoca brasileiro. Participou dos Jogos Olímpicos de Verão de 1996, em Atlanta. Seu principal feito no judô competitivo foi a medalha de prata  no Campeonato Mundial por Equipes de 1998.

## Biografia
Seu início no judô foi aos seis anos. Considerado um garoto rebelde, sua mãe lhe colocou no esporte em Guaíra ao saber de "uns japoneses que colocavam as crianças nos eixos”. Com 13 anos, foi morar com o sensei Luiz Sérgio Ferrante, em Olímpia, após o assassinato do pai. Passou a integrar o Projeto Futuro, no Ibirapuera, em São Paulo. Com 16 anos já era campeão pan-americano juvenil.
Em 1996, já na preparação para os Jogos Olímpicos de Atlanta, conquistou duas medalhas e um prêmio de melhor atleta nos Torneios Internacionais de Guido Sieni, na Itália. Nos Estados Unidos, contudo, foi derrotado na segunda rodada para o alemão Marco Spitika. Ainda tinha chance de garantir um bronze na repescagem, mas perdeu para o canadense Nicolas Gill. Ainda em 1996, foi campeão sul-americanos dos médios em Petrópolis.
Branco foi campeão dos médios no Torneio Aberto de Amsterdã, na Holanda, em 1997. Disputou os Jogos Sul-Americanos de 1998, em Cuenca, levando a medalha de ouro ao derrotar o argentino Eduardo Costa Gramajo. No Campeonato Mundial por Equipes de 1998, na Bielorrúsia, foi medalha de prata.
Ficou de fora dos Jogos Olímpicos de 2000 por contusão, tendo sido substituído por Carlos Honorato. Foi reserva nos Jogos Olímpicos de 2004 e encerrou a carreira. Formou-se em Educação Física em 2001.
Em 2018, lançou o livro  "Metodologia Branco Zanol: iniciação infantil".